# صندوق سرمایه‌گذاری مستقیم روسیه
صندوق سرمایه‌گذاری مستقیم روسیه (انگلیسی: Russian Direct Investment Fund) شرکت دولتی سرمایه‌گذاری روسی است، که در سال ۲۰۱۱ تأسیس شد.